# Vallabrègues

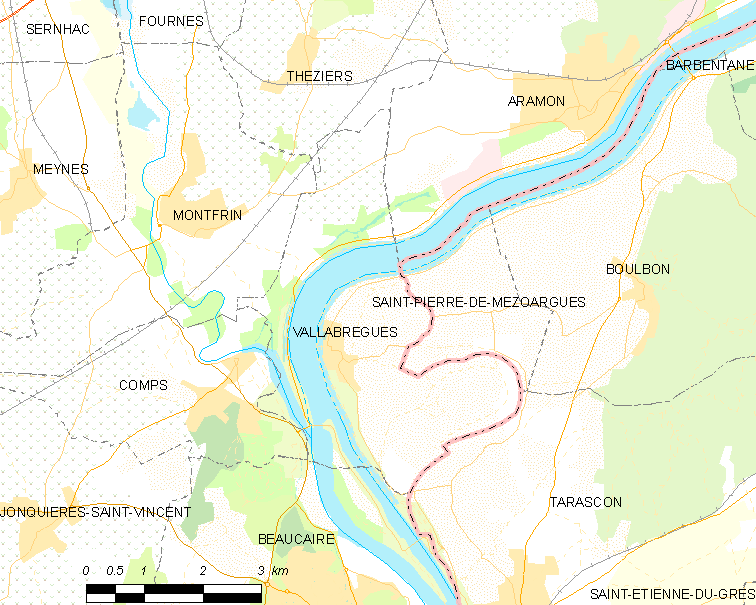
Mapa de la comuna

 Vallabrègues  es una población y comuna francesa, en la región de Languedoc-Rosellón, departamento de Gard, en el distrito de Nimes y cantón de Beaucaire.

## Demografía
| 1078 | 1082 | 918 | 960 | 1016 | 1197 |
| Para los censos de 1962 a 1999 la población legal corresponde a la población sin duplicidades (Fuente: INSEE [Consultar]) |      |     |     |      |      |